# Balzan Football Club
Il Balzan Football Club, meglio noto semplicemente come Balzan e in passato come Balzan Youths, è una società calcistica maltese con sede nella città di Balzan. Fondata nel 1937, milita nella Challenge League, la seconda divisione del campionato maltese.
Nel 2019 ha conquistato il primo trofeo nazionale aggiudicandosi la Coppa di Malta.

## Storia
Sicuramente i suoi risultati più importanti nel calcio europeo risalgono ai preliminari di UEFA Europa League 2018-2019. Qui i maltesi riescono nell'impresa di eliminare il Keşlə trionfando addirittura per 4-1 in casa (inutile poi la sconfitta per 2-1 in Azerbaigian); dopodiché i maltesi ci prendono gusto e battono 2-1 lo Slovan Bratislava, ma gli slovacchi nel ritorno smorzano la carica del piccolo club e ribaltano il risultato con un sufficiente 3-1 (seppur risicato e sofferto).

## Statistiche e record

### Statistiche nelle competizioni UEFA
Tabella aggiornata alla stagione 2024-2025.
| Competizione                  | Partecipazioni | G  | V | N | P | RF | RS |
| ----------------------------- | -------------- | -- | - | - | - | -- | -- |
| Coppa UEFA/UEFA Europa League | 5              | 12 | 3 | 1 | 8 | 16 | 23 |
| UEFA Conference League        | 1              | 4  | 1 | 1 | 2 | 5  | 6  |

## Organico

### Rosa 2023-2024
Aggiornata al 27 novembre 2023.
| N. |                          | Ruolo | Calciatore                    |
| -- | ------------------------ | ----- | ----------------------------- |
| 1  | Malta (bandiera)         | P     | Rudi Briffa                   |
| 2  | Serbia (bandiera)        | D     | Ivan Božović                  |
| 4  | Brasile (bandiera)       | D     | André Fausto                  |
| 5  | Malta (bandiera)         | D     | Samir Arab                    |
| 6  | Malta (bandiera)         | C     | Marcus Grima                  |
| 7  | Malta (bandiera)         | C     | Tristan Caruana               |
| 8  | Malta (bandiera)         | C     | Paul Fenech                   |
| 9  | Sudan del Sud (bandiera) | A     | Manyluak Aguek                |
| 10 | Malta (bandiera)         | C     | Jake Grech                    |
| 11 | Malta (bandiera)         | C     | Benjamin Hili                 |
| 14 | Nigeria (bandiera)       | C     | Awosanya Oluwatobiloba Dimeji |

| N. |                       | Ruolo | Calciatore         |
| -- | --------------------- | ----- | ------------------ |
| 18 | Giappone (bandiera)   | C     | Ryōhei Michibuchi  |
| 19 | Serbia (bandiera)     | D     | Nikola Žerjal      |
| 21 | Serbia (bandiera)     | A     | Aleksandar Katanić |
| 22 | Malta (bandiera)      | C     | Jake Grech         |
| 24 | Malta (bandiera)      | C     | Nikola Braunović   |
| 27 | Montenegro (bandiera) | D     | Momčilo Rašo       |
| 42 | Brasile (bandiera)    | C     | Leonardo           |
| 44 | Malta (bandiera)      | A     | Eric Atkins        |
| 77 | Serbia (bandiera)     | C     | Aleksa Andrejić    |
| 80 | Nigeria (bandiera)    | A     | Peter Olawale      |
| 99 | Serbia (bandiera)     | P     | Danilo Golović     |

### Rosa 2022-2023
Aggiornata al 3 marzo 2023.
| N. |                     | Ruolo | Calciatore        |
| -- | ------------------- | ----- | ----------------- |
| 1  | Malta (bandiera)    | P     | Rudi Briffa       |
| 2  | Serbia (bandiera)   | D     | Ivan Božović      |
| 4  | Colombia (bandiera) | D     | Duvan Torres      |
| 5  | Malta (bandiera)    | D     | Samir Arab        |
| 6  | Malta (bandiera)    | C     | Marcus Grima      |
| 7  | Serbia (bandiera)   | C     | Bogdan Mladenović |
| 8  | Malta (bandiera)    | C     | Paul Fenech       |
| 10 | Colombia (bandiera) | C     | Ángel Torres      |
| 11 | Malta (bandiera)    | C     | Benjamin Hili     |
| 14 | Malta (bandiera)    | D     | Zak Grech         |
| 17 | Malta (bandiera)    | C     | Leonardo Agius    |

| N. |                           | Ruolo | Calciatore          |
| -- | ------------------------- | ----- | ------------------- |
| 18 | Rep. del Congo (bandiera) | C     | Delvin Ndinga       |
| 21 | Malta (bandiera)          | A     | Alexander Satariano |
| 23 | Malta (bandiera)          | P     | Jonathan Debono     |
| 24 | Malta (bandiera)          | C     | Nikola Braunović    |
| 27 | Montenegro (bandiera)     | D     | Momčilo Rašo        |
| 33 | Brasile (bandiera)        | A     | Matheus             |
| 44 | Malta (bandiera)          | D     | Adam Bradshaw       |
| 77 | Serbia (bandiera)         | C     | Aleksa Andrejić     |
| 86 | Montenegro (bandiera)     | A     | Bojan Kaljević      |
|    | Serbia (bandiera)         | D     | Nikola Žerjal       |

### Rosa 2021-2022
Aggiornata al 25 gennaio 2022.
| N. |                        | Ruolo | Calciatore      |
| -- | ---------------------- | ----- | --------------- |
| 1  | Malta (bandiera)       | P     | Sean Mintoff    |
| 3  | Paesi Bassi (bandiera) | D     | Augustine Loof  |
| 4  | Malta (bandiera)       | C     | Marcus Grima    |
| 5  | Malta (bandiera)       | D     | Samir Arab      |
| 9  | Stati Uniti (bandiera) | A     | Eric McWoods    |
| 10 | Malta (bandiera)       | C     | Steve Pisani    |
| 11 | Malta (bandiera)       | D     | Steven Bezzina  |
| 15 | Malta (bandiera)       | D     | Michael Johnson |
| 16 | Malta (bandiera)       | C     | Paul Fenech     |
| 17 | Malta (bandiera)       | A     | Alfred Effiong  |
| 18 | Serbia (bandiera)      | A     | Uroš Ljubomirac |
| 20 | Paesi Bassi (bandiera) | A     | Suleiman Jalu   |
| 22 | Malta (bandiera)       | D     | Gary Camilleri  |

| N. |                        | Ruolo | Calciatore          |
| -- | ---------------------- | ----- | ------------------- |
| 50 | Brasile (bandiera)     | A     | Wéverton            |
| 99 | Gambia (bandiera)      | D     | Moussa Kamara       |
|    | Serbia (bandiera)      | C     | Milan Đurić         |
|    | Serbia (bandiera)      | A     | Aleksa Andrejić     |
|    | Paesi Bassi (bandiera) | A     | Moussa Sanoh        |
|    | Serbia (bandiera)      | A     | Stefan Dimić        |
|    | Malta (bandiera)       | C     | Sean Cipriott       |
|    | Serbia (bandiera)      | P     | Vukašin Vraneš      |
|    | Malta (bandiera)       | D     | Daniel Luke Musu    |
|    | Malta (bandiera)       | D     | Zak Grech           |
|    | Malta (bandiera)       | P     | Andy Catania Gilson |
|    | Malta (bandiera)       | A     | Alexander Satariano |
|    | Brasile (bandiera)     | A     | Pedro Augusto       |

### Rosa 2020-2021
Aggiornata al 15 gennaio 2021.
| N. |                        | Ruolo | Calciatore      |
| -- | ---------------------- | ----- | --------------- |
| 1  | Malta (bandiera)       | P     | Sean Mintoff    |
| 3  | Paesi Bassi (bandiera) | D     | Augustine Loof  |
| 4  | Malta (bandiera)       | C     | Marcus Grima    |
| 5  | Malta (bandiera)       | D     | Samir Arab      |
| 9  | Stati Uniti (bandiera) | A     | Eric McWoods    |
| 10 | Malta (bandiera)       | C     | Steve Pisani    |
| 11 | Malta (bandiera)       | D     | Steven Bezzina  |
| 15 | Malta (bandiera)       | D     | Michael Johnson |
| 16 | Malta (bandiera)       | C     | Paul Fenech     |
| 17 | Malta (bandiera)       | A     | Alfred Effiong  |
| 18 | Serbia (bandiera)      | A     | Uroš Ljubomirac |
| 20 | Paesi Bassi (bandiera) | A     | Suleiman Jalu   |
| 22 | Malta (bandiera)       | D     | Gary Camilleri  |

| N. |                        | Ruolo | Calciatore          |
| -- | ---------------------- | ----- | ------------------- |
| 50 | Brasile (bandiera)     | A     | Wéverton            |
| 99 | Gambia (bandiera)      | D     | Moussa Kamara       |
|    | Serbia (bandiera)      | C     | Milan Đurić         |
|    | Serbia (bandiera)      | A     | Aleksa Andrejić     |
|    | Paesi Bassi (bandiera) | A     | Moussa Sanoh        |
|    | Serbia (bandiera)      | A     | Stefan Dimić        |
|    | Malta (bandiera)       | C     | Sean Cipriott       |
|    | Serbia (bandiera)      | P     | Vukašin Vraneš      |
|    | Malta (bandiera)       | D     | Daniel Luke Musu    |
|    | Malta (bandiera)       | D     | Zak Grech           |
|    | Malta (bandiera)       | P     | Andy Catania Gilson |
|    | Malta (bandiera)       | A     | Alexander Satariano |
|    | Brasile (bandiera)     | A     | Pedro Augusto       |

### Rosa 2019-2020
| N. |                        | Ruolo | Calciatore      |
| -- | ---------------------- | ----- | --------------- |
| 1  | Malta (bandiera)       | P     | Sean Mintoff    |
| 3  | Paesi Bassi (bandiera) | D     | Augustine Loof  |
| 4  | Malta (bandiera)       | C     | Marcus Grima    |
| 6  | Malta (bandiera)       | C     | Dale Camilleri  |
| 8  | Serbia (bandiera)      | C     | Nenad Šljivić   |
| 10 | Malta (bandiera)       | C     | Steve Pisani    |
| 11 | Malta (bandiera)       | D     | Steve Bezzina   |
| 12 | Malta (bandiera)       | P     | Jake Pisani     |
| 15 | Malta (bandiera)       | D     | Michael Johnson |
| 16 | Malta (bandiera)       | C     | Paul Fenech     |
| 17 | Malta (bandiera)       | A     | Alfred Effiong  |

| N. |                               | Ruolo | Calciatore          |
| -- | ----------------------------- | ----- | ------------------- |
| 18 | Serbia (bandiera)             | A     | Uroš Ljubomirac     |
| 20 | Serbia (bandiera)             | D     | Ivan Božović        |
| 21 | Malta (bandiera)              | C     | Ryan Scicluna       |
| 23 | Serbia (bandiera)             | A     | Stefan Dimić        |
| 42 | Uruguay (bandiera)            | C     | Ricardo Correa      |
| 44 | Brasile (bandiera)            | C     | Arthur              |
| 83 | Macedonia del Nord (bandiera) | P     | Kristijan Naumovski |
| 99 | Malta (bandiera)              | A     | Luke Montebello     |
|    | Malta (bandiera)              | D     | Samir Arab          |
|    | Stati Uniti (bandiera)        | A     | Seyi Adekoya        |

## Palmarès

### Competizioni nazionali
- Coppa di Malta: 1

2018-2019
- First Division (Malta): 1

2010-2011
- Second Division (Malta): 1

2008-2009

### Altri piazzamenti
- Campionato maltese:

Secondo posto: 2016-2017, 2017-2018
- Coppa di Malta:

Finalista: 2015-2016
Semifinalista: 2017-2018
- Supercoppa di Malta:

Finalista: 2018, 2019
- First Division (Malta):

Secondo posto: 2002-2003
- Second Division (Malta):

Secondo posto: 2000-2001